# Bill Reid (Bassist)
Bill Reid (* 1933  oder 1934; † 2018) war ein britischer Jazzmusiker (Kontrabass, auch Tuba) und Musikpromoter.

## Leben und Wirken
Reid spielte in der Londoner Jazzszene ab Mitte der 1950er-Jahre bei Terry Lightfoot and His Jazzmen; erste Aufnahmen entstanden 1956, als die Gruppe in der Royal Festival Hall auftrat. In den folgenden Jahren arbeitete er außerdem in den Bands von Ken Colyer, Sonny Morris, Hugh Rainey, Archie Semple, Nat Gonella und Alex Welsh. Als Promoter vermittelte er The Beatles ihren ersten Auftritt außerhalb ihrer Heimatstadt Liverpool.
Im Bereich des Jazz war er zwischen 1956 und 1986 an 54 Aufnahmesessions beteiligt.